# Sandastenen

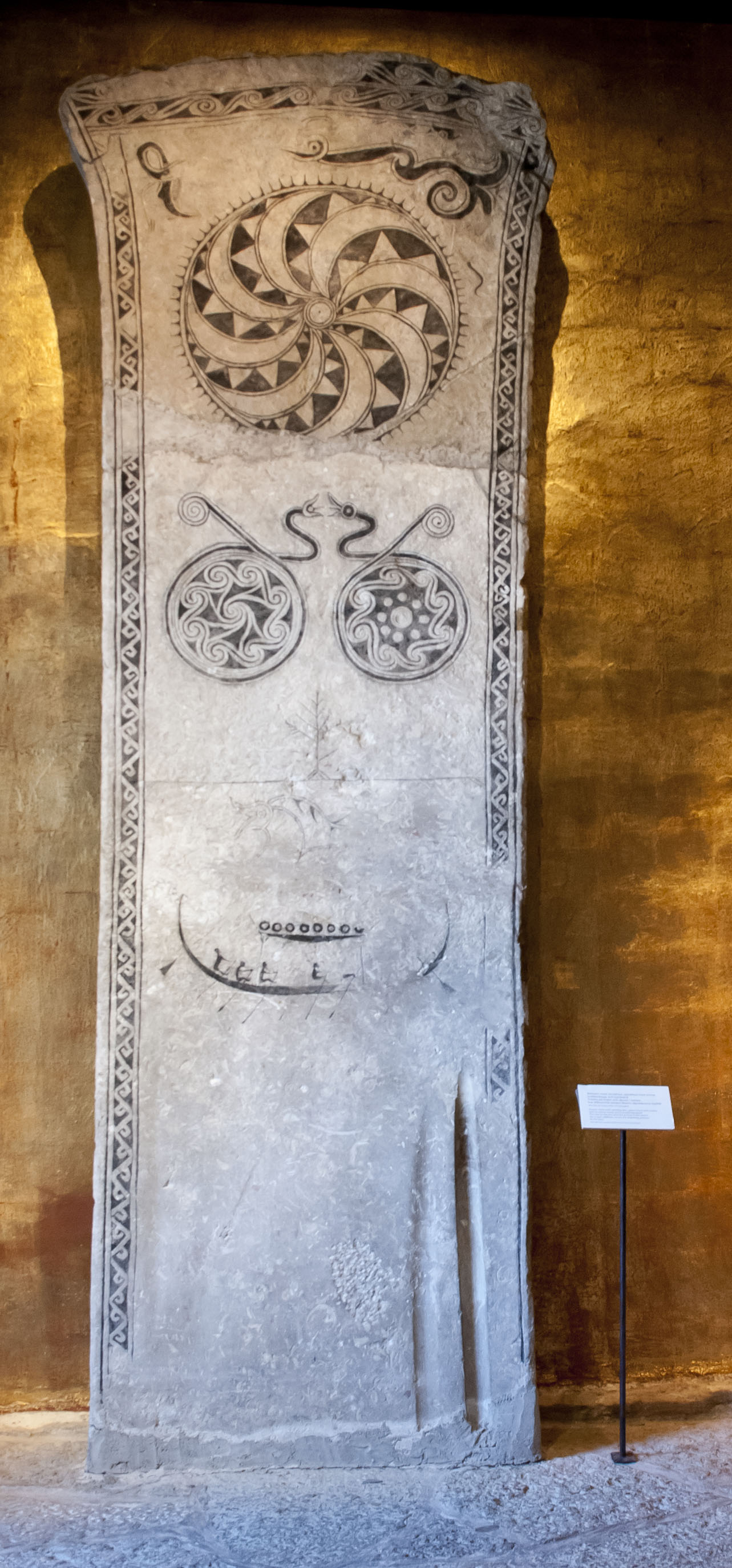
Sandastenen.

Sandastenen är en bildsten som dateras till 400–600-talet. Den är gjord av kalksten och är ihopsatt av fyra delar som påträffats i Sanda kyrka på Gotland. Sammanfogat är den 350 cm hög, 122 cm bred och 27 cm tjock och därmed en av de största gotländska bildstenarna. 
De tre små övre delarna påträffades på kyrkogården 1907 och införlivades i samlingarna på Statens historiska museum i Stockholm. Vid en restaurering av kyrkan 1956 påträffades den nedre delen som är 237 cm hög. Den sammanfogade stenen är sedan 1956 utställd på Gotlands museum i Visby.
Bildstenen är rektangulär med något utåtböjda sidor upp till. Översidan är mjukt bågformig och framsidan tämligen slät till skillnad från baksidan som är skrovlig. Längs sidorna löper en bård med en stiliserad ranka. Upptill avbildas en större rundel och på mitten två mindre rundlar. Nedanför dessa återfinns en båt med roddare. Trädet på linjen, djuret i mitten och sliprännor längst ner har tillkommit senare. 